# علم ماكاو
يتكون علم ماكاو (بالصينية: 中華人民共和國澳門特別行政區區旗)(بالبرتغالية: Bandeira regional da Região Administrativa Especial de Macau ‏) من منمنمة لزهرة لوتس بيضاء (رمز المدينة) فوق خط أبيض عريض (يمثل جسر ماكاو-تايبا) و4 خطوط بيضاء (تمثل الماء والذي يرمز لكون ماكاو ميناء هام) على خلفية خضراء فاتحة. يوجد فوق الزهرة 5 نجوم ذهبية، الثالثة أكبرها (تمثل انتماء ماكاو للبلد الأم الصين)، إذ يتضمن علم الصين نجوم أيضاً. استخدم العلم بعد إعادة البرتغال مستعمرة ماكاو للبلد الأم الصين عام 1999.

## مقترحات 1993
طرحت العديد من التصاميم المقترحة في 1993.

## الألوان
| النموذج اللوني                       | أخضر       | أبيض        | أصفر       |
| ------------------------------------ | ---------- | ----------- | ---------- |
| النموذج اللوني سيان ماجنتا أصفر أسود | 95-0-17-54 | 0-0-0-0     | 0-13-88-0  |
| ألوان الويب                          | #067662    | #FFFFFF     | #FFDF1E    |
| النموذج اللوني أحمر أخضر أزرق        | 6-118-98   | 255-255-255 | 255-223-30 |

## الحكم البرتغالي
قبل تسليم الجمهورية البرتغالية ماكاو إلى جمهورية الصين الشعبية في عام 1999، استخدمت ماكاو رسميًا العلم البرتغالي فقط، على عكس هونغ كونغ، التي استخدمت في ظل الحكم البريطاني، راية زرقاء تحمل شعار المستعمرة إلى جانب علمها. كانت هناك مقترحات في عام 1967 لمنح المقاطعة علمها الخاص، والذي يتكون من العلم البرتغالي مع شعار النبالة المحلي، ولكن لم يستخدم على الإطلاق.
كان هناك علم لحكومة ماكاو يتكون من شعار نبالة المستعمرة على حقل أزرق فاتح.

## الأعلام التاريخية
| العلم | التاريخ   | الاستخدام                                                  | الوصف |
| ----- | --------- | ---------------------------------------------------------- | --- |
|       | 1557–1578 | علم البرتغال من 1521 حتى 1578، استخدم في ماكاو البرتغالية. | استخدم العلم البرتغالي في حقبة الاستعمار في ماكاو، حيث لم يكن هناك علم إقليمي. |
|       | 1578–1640 | علم البرتغال من 1495 حتى 1578، استخدم في ماكاو البرتغالية. | استخدم العلم البرتغالي في حقبة الاستعمار في ماكاو، حيث لم يكن هناك علم إقليمي. |
|       | 1640–1667 | علم البرتغال من 1640 حتى 1667، استخدم في ماكاو البرتغالية. | استخدم العلم البرتغالي في حقبة الاستعمار في ماكاو، حيث لم يكن هناك علم إقليمي. |
|       | 1667–1707 | علم البرتغال من 1667 حتى 1707، استخدم في ماكاو البرتغالية. | استخدم العلم البرتغالي في حقبة الاستعمار في ماكاو، حيث لم يكن هناك علم إقليمي. |
|       | 1707–1816 | علم البرتغال من 1707 حتى 1750، استخدم في ماكاو البرتغالية. | استخدم العلم البرتغالي في حقبة الاستعمار في ماكاو، حيث لم يكن هناك علم إقليمي. |
|       | 1816–1830 | علم البرتغال من 1816 حتى 1830، استخدم في ماكاو البرتغالية. | استخدم العلم البرتغالي في حقبة الاستعمار في ماكاو، حيث لم يكن هناك علم إقليمي. |
|       | 1830–1910 | علم البرتغال من 1830 حتى 1910، استخدم في ماكاو البرتغالية. | استخدم العلم البرتغالي في حقبة الاستعمار في ماكاو، حيث لم يكن هناك علم إقليمي. |
|       | 1911–1999 | علم البرتغال من 1911، استخدم في ماكاو البرتغالية.          | استخدم العلم البرتغالي في حقبة الاستعمار في ماكاو، حيث لم يكن هناك علم إقليمي. |
|       | 1975–1999 | علم بلدية ماكاو.                                           | حقل أزرق فاتح يتوسطه شعار نبالة بلدية ماكاو. كان هذا هو العلم المستخدم في الأحداث الرياضية وعند تسليم 1999 إلى الصين. |
|       | 1975–1999 | علم بلدية ماكاو.                                           | البديل الأبيض. |
|       | 1975–1999 | علم بلدية إلهاس.                                           | حقل برتقالي يتوسطه شعار نبالة بلدية إلهاس |
|       | 1975–1999 | علم الحكومة الاستعمارية البرتغالية في ماكاو.               | حقل أزرق فاتح يتوسطه شعار النبالة الرسمي لمستعمرة ماكاو البرتغالية. خلال الإدارة البرتغالية، مثل هذا العلم أيضًا أراضي ماكاو في المنتديات الدولية، على الرغم من أنه لم يكن العلم الرسمي للمستعمرة البرتغالية. |
|       | غير رسمي  | العلم المتغير لحكومة ماكاو الاستعمارية البرتغالية.         | متغير غير رسمي بدون التاج الجداري يمثل مملكة الغرب في شعار النبالة واستبدال حكومة ماكاو بكلمة ماكاو. عثر على هذا العلم في جامعة ماكاو في الاجتماع الرياضي للجامعة الدولية. على الرغم من أن هذا العلم لم يستخدم رسميًا أبدًا ، إلا أن بعض وسائل الإعلام الرياضية استخدمته بدلاً من العلم البرتغالي لتمثيل المستعمرة. |

## المعرض

علم حاكم ماكاو البرتغالي
علم مقترح لماكاو البرتغالية